# Jannik Arbogast
Jannik Arbogast (* 4. Juli 1992 in Bretten) ist ein deutscher Leichtathlet.

## Leben
Jannik Arbogast spielte in seiner Kindheit Fußball, bevor er 2003 zum Laufen fand. Unter Trainer Alfons Brecht vom TSV Neudorf zeigte sich schnell sein läuferisches Talent, sodass er 2006 mit Fußball abschloss und sich fortan ganz dem Laufsport widmete. Nach einem Wechsel zur Trainingsgruppe von Wolfgang Hohl in Pforzheim qualifizierte sich Jannik Arbogast 2008 erstmals für die Deutsche Leichtathletik-Jugendmeisterschaften. 2011 wechselte er vom TSV Neudorf zur LG Region Karlsruhe und trainierte fortan unter Günther Scheefer. Es folgten Teilnahmen an den Deutschen Leichtathletik-Juniorenmeisterschaften und die Nominierung zu den Crosslauf-Europameisterschaften 2013 in Belgrad (SRB), wo er krankheitsbedingt im Wettkampf der Altersklasse U23 nur den 78. Platz von 84 Athleten erreichen konnte. Bei den Crosslauf-Europameisterschaften 2014 in Samokow (BGR) konnte Jannik Arbogast seine Leistungen bestätigen und lief im U23-Rennen auf den 27. Platz von 66 Athleten im Ziel.
Im März 2015 erreichte Jannik Arbogast bei den Deutschen Crosslaufmeisterschaften in Markt Indersdorf überraschend den 1. Platz über die Mittelstrecke. DM-Silber gewann er im Mai 2015 bei den Deutschen Meisterschaften im 10.000-Meter-Lauf in Ohrdruf, bei den Deutschen Meisterschaften über 5000 Meter im Juli 2015 in Nürnberg belegte er den 4. Platz. Weniger erfolgreich verlief ein Jahr später im März die Teilnahme an den Studierenden-Weltmeisterschaften im Crosslauf 2016 in Cassino (ITA), wo er eine Woche nach einem überzeugenden 4. Platz bei den Deutschen Crosslaufmeisterschaften (Mittelstrecke) in Herten als einer von fünf deutschen Athleten angeschlagen nur auf dem 56. Platz von 70 Teilnehmern laufen konnte. Erst 2018 sollten sich bedingt durch langanhaltende Verletzungsprobleme (seit 2015 Knöchelödeme) und Laufpausen die nächsten nationalen Top-Platzierungen einstellen. Zwischenzeitlich hielt sich Arbogast bevorzugt durch regelmäßiges Schwimmtraining fit.
Im Februar 2018 lief Jannik Arbogast bei den Deutschen Leichtathletik-Hallenmeisterschaften in Dortmund über 3000 Meter auf den 7. Platz, im Juli 2018 belegte er bei den Deutschen Leichtathletik-Meisterschaften in Nürnberg im 5000-Meter-Lauf den 8. Platz, gefolgt von seinem bislang größtem Erfolg, dem trotz unregelmäßigen Lauftraining über den Sommer überraschenden Gewinn der Deutschen Meisterschaften im 10-km-Straßenlauf im September 2018 in Bremen. Dort konnte er sich ohne große Erwartungen im Vorfeld erst auf den letzten Metern aus einer vierköpfigen Spitzengruppe entscheidend absetzen. Bei den Crosslauf-Europameisterschaften 2018 in Tilburg musste Jannik Arbogast kurzfristig seinen Start wegen eines Infekts absagen.
Jannik Arbogast hat drei Geschwister und wuchs in Graben-Neudorf auf. Nach Schulabschluss auf dem Technischen Gymnasium in Bruchsal studiert er am Karlsruher Institut für Technologie (KIT) Geographie und Sport auf Lehramt. Für das KIT startend gewann er im September 2017 in Siegburg die Deutschen Hochschulmeisterschaften im 10-km-Straßenlauf und im November 2017 in Pforzheim die in den Cross Pforzheim integrierten Deutschen Hochschulmeisterschaften im Crosslauf. Arbogast ist neben Günther Scheefer und Simon Stützel einer der Mitorganisatoren des Bahnmeetings Lange Laufnacht Karlsruhe. Zum Jahreswechsel 2021/2022 wechselte er innerhalb der LG Region Karlsruhe vom SSV Ettlingen zur TuS Rüppur.

## Persönliche Bestzeiten
- 800 m: 1:55,81 min, 23. Juni 2012, Schutterwald
  - 800 m Halle: 1:59,69 min, 21. Januar 2012, Sindelfingen
  - 1000 m Halle: 2:30,73 min, 12. Februar 2012, Karlsruhe
- 1500 m: 3:50,94 min, 6. Juni 2015, Regensburg
  - 1500 m Halle: 3:51,17 min, 2. Februar 2019, Karlsruhe
- 3000 m: 8:08,92 min, 17. Mai 2015, Pliezhausen
  - 3000 m Halle: 8:08,30 min, 9. Februar 2019, Gent (BEL)
- 5000 m: 13:52,05 min, 23. Mai 2015, Oordegem (BEL)
- 10.000 m: 29:23,13 min, 2. Mai 2015, Ohrdruf
- 10-km-Straßenlauf: 29:24 min, 2. September 2018, Bremen
- Halbmarathon: 1:06:49 h, 20. September 2015, Karlsruhe
- Marathon: 2:28:57 h, 22. September 2019, Karlsruhe

## Persönliche Erfolge
| Datum/Jahr    | Rang | Wettbewerb                                 | Austragungsort | Distanz   | Zeit     | Bemerkung                            |
| ------------- | ---- | ------------------------------------------ | -------------- | --------- | -------- | ------------------------------------ |
| 22. Sep. 2019 | 1    | Baden-Marathon                             | Karlsruhe      | 42,195 km | 02:28:57 | 37. Fiducia Baden-Marathon Karlsruhe |
| 8. Juni 2019  | 17   | Deutsche Meisterschaften 10.000-Meter-Lauf | Essen          | 10.000 m  | 00:29:39 |                                      |
| 19. Mai 2017  | 16   | Lange Laufnacht                            | Karlsruhe      | 5000 m    | 00:14:19 | 4. Lange Laufnacht Karlsruhe         |
| 5. Mai 2019   | 1    | Badische Meile                             | Karlsruhe      | 8,888 km  | 00:28:27 | 30. Badische Meile                   |
| 17. März 2019 | 1    | Rißnertlauf                                | Karlsruhe      | 15 km     | 00:51:45 | 16. Rißnertlauf                      |
| 9. März 2019  | 7    | Deutsche Crosslauf-Meisterschaften 2019    | Ingolstadt     | 4100 m    | 00:13:04 |                                      |

| Datum/Jahr    | Rang | Wettbewerb                                         | Austragungsort | Distanz  | Zeit     | Bemerkung                                         |
| ------------- | ---- | -------------------------------------------------- | -------------- | -------- | -------- | ------------------------------------------------- |
| 31. Dez. 2018 | 1    | Silvesterlauf Playa de las Américas                | Las Américas   | 5 km     | 00:15:28 | San Silvestre Golden Mile                         |
| 2. Dez. 2018  | 11   | Course de l’Escalade                               | Genf           | 7,323 km | 00:21:38 | 41e édition de la Course de l’Escalade            |
| 2. Sep. 2018  | 1    | Deutsche Meisterschaften 10-km-Straßenlauf         | Bremen         | 10 km    | 00:29:24 | Deutscher Meister im 10-km-Straßenlauf 2018       |
| 22. Juli 2018 | 8    | Deutsche Leichtathletik-Meisterschaften 2018       | Nürnberg       | 5000 m   | 00:14:23 | 118. Deutsche Leichtathletik-Meisterschaften      |
| 16. Juni 2018 | 1    | Soundtrack Meeting                                 | Tübingen       | 5000 m   | 00:14:11 | Internationales Soundtrack-Meeting Tübingen       |
| 9. Mai 2018   | 1    | Ettlinger Altstadtlauf                             | Ettlingen      | 10 km    | 00:32:36 | 14. Volksbank Ettlingen Altstadtlauf              |
| 21. Apr. 2018 | 1    | Rhein-Volkslauf                                    | Wörth am Rhein | 10 km    | 00:32:32 | 41. Rhein-Volkslauf Maximiliansau                 |
| 17. Feb. 2018 | 7    | Deutsche Leichtathletik-Hallenmeisterschaften 2018 | Dortmund       | 3000 m   | 00:08:19 | 65. Deutsche Leichtathletik-Hallenmeisterschaften |

| Datum/Jahr    | Rang | Wettbewerb                                   | Austragungsort | Distanz    | Zeit     | Bemerkung                                         |
| ------------- | ---- | -------------------------------------------- | -------------- | ---------- | -------- | ------------------------------------------------- |
| 2. Dez. 2017  | 19   | Course de l’Escalade                         | Genf           | 7,323 km   | 00:22:26 | 40e édition de la Course de l’Escalade            |
| 11. Nov. 2017 | 2    | Cross Pforzheim                              | Pforzheim      | 9000 m     | 00:33:17 | Deutscher Hochschulmeister im Crosslauf 2017      |
| 1. Nov. 2017  | 1    | Hockenheimringlauf                           | Hockenheim     | 5 km       | 00:14:53 | 20. Hockenheimringlauf; Streckenrekord            |
| 8. Okt. 2017  | 19   | The Great 10k Berlin                         | Berlin         | 10 km      | 00:30:17 |                                                   |
| 30. Sep. 2017 | 1    | Turmberglauf                                 | Karlsruhe      | 10 km      | 00:33:22 | 25. Durlacher Turmberglauf                        |
| 24. Sep. 2017 | 1    | Siegburger Citylauf                          | Siegburg       | 10 km      | 00:31:00 | Deutscher Hochschulmeister 10-km-Straßenlauf 2017 |
| 17. Sep. 2017 | 2    | Baden-Marathon                               | Karlsruhe      | 21,0975 km | 01:08:17 | 35. Fiducia & GAD Baden-Marathon Karlsruhe        |
| 7. Sep. 2017  | 1    | B2RUN Deutsche Firmenlaufmeisterschaft       | Köln           | 5,5 km     | 00:16:06 | Deutscher Firmenlaufmeister 2017                  |
| 19. Aug. 2017 | 1    | Halbmarathon Ettlingen                       | Ettlingen      | 21,1 km    | 01:12:26 | 10. SWE Halbmarathon Ettlingen                    |
| 9. Juli 2017  | 10   | Deutsche Leichtathletik-Meisterschaften 2017 | Erfurt         | 5000 m     | 00:14:42 | 117. Deutsche Leichtathletik-Meisterschaften      |
| 19. Mai 2017  | 4    | Lange Laufnacht                              | Karlsruhe      | 5000 m     | 00:14:14 | 2. Lange Laufnacht Karlsruhe                      |
| 14. Mai 2017  | 14   | Läufermeeting Pliezhausen                    | Pliezhausen    | 3000 m     | 00:08:44 | 27. Internationales Läufermeeting Pliezhausen     |
| 9. Apr. 2017  | 18   | Hannover-Marathon                            | Hannover       | 21,0975 km | 01:08:14 | 17. Platz Deutsche Meisterschaften Halbmarathon   |
| 11. März 2017 | 9    | Deutsche Crosslauf-Meisterschaften 2017      | Löningen       | 10.280 m   | 00:33:16 |                                                   |
| 5. März 2017  | 2    | Rund um das Mercedes-Benz Werk               | Rastatt        | 10 km      | 00:32:48 | 27. Internationaler Volkslauf                     |

| Datum/Jahr    | Rang | Wettbewerb                               | Austragungsort | Distanz  | Zeit     | Bemerkung                                              |
| ------------- | ---- | ---------------------------------------- | -------------- | -------- | -------- | ------------------------------------------------------ |
| 27. Mai 2016  | 11   | Anhalt-Meeting                           | Dessau-Roßlau  | 3000 m   | 00:08:18 | 18. Internationales Leichtathletik Meeting Anhalt 2016 |
| 20. Mai 2016  | 1    | Lange Laufnacht                          | Karlsruhe      | 5000 m   | 00:14:16 | 1. Lange Laufnacht Karlsruhe                           |
| 30. Apr. 2016 | 3    | Luzerner Stadtlauf                       | Luzern         | 7,2 km   | 00:25:50 | 39. Luzerner Stadtlauf                                 |
| 4. Apr. 2016  | 1    | Badische Meile                           | Karlsruhe      | 8,888 km | 00:26:28 | 27. Badische Meile                                     |
| 12. März 2016 | 56   | Studierenden-Weltmeisterschaft Crosslauf | Cassino        | 10.700 m | 00:37:59 |                                                        |
| 5. März 2016  | 4    | Deutsche Crosslauf-Meisterschaften 2016  | Herten         | 4500 m   | 00:14:32 |                                                        |

| Datum/Jahr    | Rang | Wettbewerb                                         | Austragungsort   | Distanz    | Zeit     | Bemerkung                                         |
| ------------- | ---- | -------------------------------------------------- | ---------------- | ---------- | -------- | ------------------------------------------------- |
| 5. Dez. 2015  | 9    | Course de l’Escalade                               | Genf             | 7,323 km   | 00:21:28 | 38e édition de la Course de l’Escalade            |
| 22. Nov. 2015 | 8    | Darmstadt-Cross                                    | Darmstadt        | 9100 m     | 00:28:24 |                                                   |
| 14. Nov. 2015 | 4    | Cross Pforzheim                                    | Pforzheim        | 9000 m     | 00:26:39 |                                                   |
| 1. Nov. 2015  | 1    | Hockenheimringlauf                                 | Hockenheim       | 10 km      | 00:29:46 | 18. Hockenheimringlauf; Streckenrekord            |
| 11. Okt. 2015 | 11   | Grand 10 Berlin                                    | Berlin           | 10 km      | 00:29:52 | ASICS Grand 10 Berlin                             |
| 20. Sep. 2015 | 1    | Baden-Marathon                                     | Karlsruhe        | 21,0975 km | 01:06:49 | 33. Fiducia Baden-Marathon Karlsruhe              |
| 13. Sep. 2015 | 2    | Golfparklauf                                       | St. Leon-Rot     | 10 km      | 00:31:25 | 36. Golfparklauf                                  |
| 26. Juli 2015 | 4    | Deutsche Leichtathletik-Meisterschaften 2015       | Nürnberg         | 5000 m     | 00:14:10 | 115. Deutsche Leichtathletik-Meisterschaften      |
| 11. Juli 2015 | 5    | Ludwigshafener Stadtlauf                           | Ludwigshafen     | 9,6 km     | 00:29:13 | 20. Ludwigshafener Stadtlauf                      |
| 5. Juli 2015  | 8    | Citylauf Kaiserslautern                            | Kaiserslautern   | 5 km       | 00:15:16 | 30. Hornbach Citylauf                             |
| 28. Juni 2015 | 1    | Citylauf Pforzheim                                 | Pforzheim        | 10 km      | 00:32:09 | SWP-CityLauf Pforzheim                            |
| 24. Juni 2015 | 10   | Darmstädter Stadtlauf                              | Darmstadt        | 7,6 km     | 00:23:35 | 38. Darmstädter Stadtlauf                         |
| 23. Mai 2015  | 28   | IFAM Meeting Oordegem                              | Lede             | 5000 m     | 00:13:53 | Zweiter Zeitlauf 5. Platz                         |
| 17. Mai 2015  | 4    | Läufermeeting Pliezhausen                          | Pliezhausen      | 3000 m     | 00:08:09 | 25. Internationales Läufermeeting Pliezhausen     |
| 2. Mai 2015   | 2    | Deutsche Meisterschaften 10.000-Meter-Lauf         | Ohrdruf          | 10.000 m   | 00:29:24 |                                                   |
| 7. März 2015  | 2    | Deutsche Crosslauf-Meisterschaften 2015            | Markt Indersdorf | 4400 m     | 00:14:43 |                                                   |
| 21. Feb. 2015 | 6    | Deutsche Leichtathletik-Hallenmeisterschaften 2015 | Karlsruhe        | 3000 m     | 00:08:33 | 62. Deutsche Leichtathletik-Hallenmeisterschaften |

| Datum/Jahr    | Rang | Wettbewerb                                   | Austragungsort | Distanz  | Zeit     | Bemerkung                                    |
| ------------- | ---- | -------------------------------------------- | -------------- | -------- | -------- | -------------------------------------------- |
| 14. Dez. 2014 | 27   | Crosslauf-Europameisterschaften 2014         | Samokow        | 7782 m   | 00:26:28 | 21. Crosslauf-Europameisterschaften (U23)    |
| 16. Nov. 2014 | 6    | Cross du Républicain Lorrain                 | Metz           | 10.000 m | 00:30:50 |                                              |
| 7. Sep. 2014  | 6    | Deutsche Meisterschaften 10-km-Straßenlauf   | Düsseldorf     | 10 km    | 00:29:58 | 27. Stadtwerke Düsseldorf Kö-Lauf            |
| 17. Aug. 2014 | 1    | Lußhardtlauf                                 | Hambrücken     | 10 km    | 00:31:44 | 9. Hambrücker Lußhardtlauf                   |
| 27. Juli 2014 | 20   | Deutsche Leichtathletik-Meisterschaften 2014 | Ulm            | 5000 m   | 00:14:35 | 114. Deutsche Leichtathletik-Meisterschaften |
| 6. Juli 2014  | 12   | Citylauf Kaiserslautern                      | Kaiserslautern | 5 km     | 00:14:53 | 29. Hornbach Citylauf                        |
| 28. Mai 2014  | 4    | Mini-Internationales                         | Koblenz        | 5000 m   | 00:14:04 | 32. Mini-Internationales                     |
| 11. Mai 2014  | 4    | Badische Meile                               | Karlsruhe      | 8,888 km | 00:28:01 | 25. Badische Meile                           |
| 3. Mai 2014   | 11   | Deutsche Meisterschaften 10.000-Meter-Lauf   | Aichach        | 10.000 m | 00:29:39 |                                              |
| 12. Apr. 2014 | 1    | Rhein-Volkslauf                              | Wörth am Rhein | 10 km    | 00:32:56 | 37. Rhein-Volkslauf Maximiliansau            |

| Datum/Jahr    | Rang | Wettbewerb                                 | Austragungsort       | Distanz  | Zeit     | Bemerkung                                 |
| ------------- | ---- | ------------------------------------------ | -------------------- | -------- | -------- | ----------------------------------------- |
| 31. Dez. 2013 | 7    | Bietigheimer Silvesterlauf                 | Bietigheim-Bissingen | 11,1 km  | 00:34:14 | 33. Bietigheimer Silvesterlauf            |
| 8. Dez. 2013  | 78   | Crosslauf-Europameisterschaften 2013       | Belgrad              | 8000 m   | 00:26:29 | 20. Crosslauf-Europameisterschaften (U23) |
| 1. Dez. 2013  | 1    | Weihnachtsmarktlauf                        | Landstuhl            | 7,6 km   | 00:22:46 | 25. Weihnachtsmarktlauf                   |
| 1. Nov. 2013  | 1    | Hockenheimringlauf                         | Hockenheim           | 10 km    | 00:30:35 | 16. Hockenheimringlauf                    |
| 21. Sep. 2013 | 40   | Deutsche Meisterschaften 10-km-Straßenlauf | Bobingen             | 10 km    | 00:32:22 |                                           |
| 18. Aug. 2013 | 1    | Lußhardtlauf                               | Hambrücken           | 10 km    | 00:33:26 | 8. Hambrücker Lußhardtlauf                |
| 15. Mai 2013  | 65   | Mini-Internationales                       | Koblenz              | 5000 m   | 00:15:14 | 31. Mini-Internationales                  |
| 5. Mai 2013   | 1    | Badische Meile                             | Karlsruhe            | 8,888 km | 00:27:17 | 24. Badische Meile                        |
| 19. Jan. 2013 | 26   | Cross de Lausanne                          | Lausanne             | 8000 m   | 00:26:42 | 8e Cross de Lausanne                      |

| Datum/Jahr    | Rang | Wettbewerb                                 | Austragungsort       | Distanz  | Zeit     | Bemerkung                                     |
| ------------- | ---- | ------------------------------------------ | -------------------- | -------- | -------- | --------------------------------------------- |
| 31. Dez. 2012 | 9    | Bietigheimer Silvesterlauf                 | Bietigheim-Bissingen | 11,1 km  | 00:36:34 | 32. Bietigheimer Silvesterlauf                |
| 10. Nov. 2012 | 23   | Cross Pforzheim                            | Pforzheim            | 8400 m   | 00:29:17 | 5. Sparkassen Cross Pforzheim                 |
| 16. Sep. 2012 | 32   | Deutsche Meisterschaften 10-km-Straßenlauf | Nagold               | 10 km    | 00:31:19 |                                               |
| 23. Mai 2012  | 39   | Mini-Internationales                       | Koblenz              | 5000 m   | 00:14:47 | 30. Scholarbook Mini-Internationales          |
| 13. Mai 2012  | 1    | Badische Meile                             | Karlsruhe            | 8,888 km | 00:26:48 | 23. Badische Meile                            |
| 6. Mai 2012   | 45   | Läufermeeting Pliezhausen                  | Pliezhausen          | 3000 m   | 00:08:48 | 22. Internationales Läufermeeting Pliezhausen |

| Datum/Jahr    | Rang | Wettbewerb                 | Austragungsort       | Distanz  | Zeit     | Bemerkung                                     |
| ------------- | ---- | -------------------------- | -------------------- | -------- | -------- | --------------------------------------------- |
| 31. Dez. 2011 | 16   | Bietigheimer Silvesterlauf | Bietigheim-Bissingen | 11,1 km  | 00:37:19 | 31. Bietigheimer Silvesterlauf                |
| 1. Nov. 2011  | 6    | Hockenheimringlauf         | Hockenheim           | 10 km    | 00:33:08 | 14. Hockenheimringlauf                        |
| 22. Mai 2011  | 14   | Läufermeeting Pliezhausen  | Pliezhausen          | 3000 m   | 00:08:40 | 21. Internationales Läufermeeting Pliezhausen |
| 8. Mai 2011   | 2    | Badische Meile             | Karlsruhe            | 8,888 km | 00:28:21 | 22. Badische Meile                            |